# ناحیه می (شهرستان کریستین، ایلینوی)
ناحیه می، شهرستان کریستین، ایلینوی (به انگلیسی: May Township) یک منطقهٔ مسکونی در ایالات متحده آمریکا است که در شهرستان کریستین، ایلینوی واقع شده‌است. ناحیه می ۱٬۵۸۱ نفر جمعیت دارد و ۱۸۵ متر بالاتر از سطح دریا واقع شده‌است.